# Litauen i Eurovision Song Contest 2016

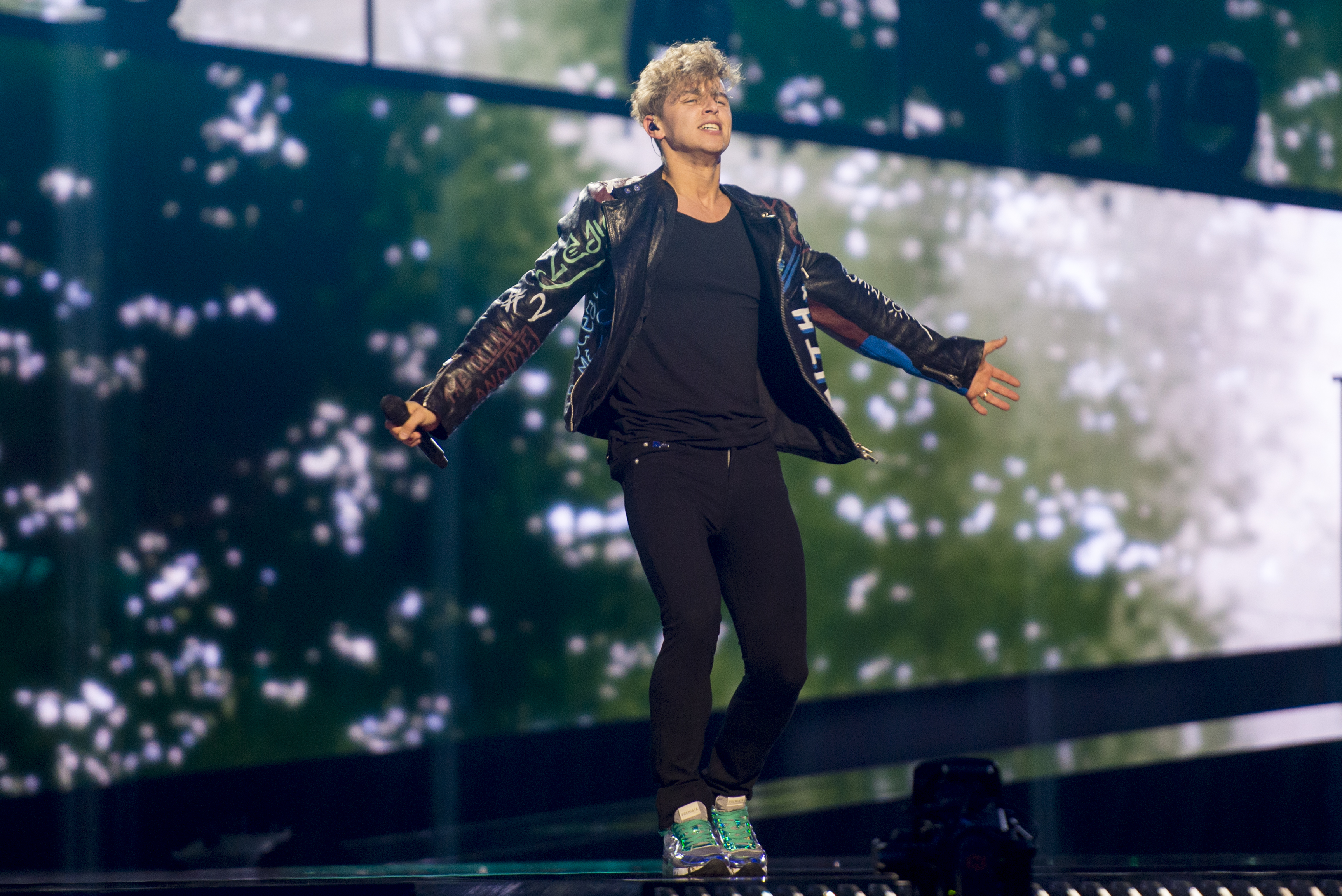
Donny Montell under en repetition inför den andra semifinalen i Eurovision Song Contest 2016 i Stockholm

Litauen deltog i Eurovision Song Contest 2016 i Stockholm, Sverige. Donny Montell med "I've Been Waiting for This Night" representerade landet.
LRT bekräftat sitt deltagande i Eurovision Song Contest 2016 den 13 juli 2015. "Eurovizijos" dainų konkurso nacionalinė atranka är den nationella uttagningen som utvecklats av LRT för att välja Litauens bidrag till Eurovision Song Contest 2016. Tävlingen var en åtta veckor lång process som inleddes den 9 januari 2016 och avslutades med en vinnande låt och artist den 12 mars 2016.

## Bidragen

### Show 1
|   | Artist            | Sång                               | Jury | Tele | Poäng | Plats |
| - | ----------------- | ---------------------------------- | ---- | ---- | ----- | ----- |
| 1 | Alice Way         | "Hero"                             | 8    | 6    | 14    | 5     |
| 2 | Dovydas Petrošius | "Starlight"                        | 7    | 5    | 12    | 6     |
| 3 | Behind the Moon   | "Did It All"                       | 10   | 7    | 17    | 4     |
| 4 | Erica Jennings    | "Leading Me Home"                  | 12   | 8    | 20    | 2     |
| 5 | Elena Jurgaitytė  | "I Won't Come Back"                | 6    | 4    | 10    | 7     |
| 6 | Vlad Max          | "Don't Wanna Let It Go"            | 5    | 3    | 8     | 8     |
| 7 | Petunija          | "Tomorrow"                         | 8    | 10   | 18    | 3     |
| 8 | Donny Montell     | "I've Been Waiting for This Night" | 12   | 12   | 24    | 1     |

### Show 2
|   | Artist               | Sång               | Jury | Tele | Poäng | Plats |
| - | -------------------- | ------------------ | ---- | ---- | ----- | ----- |
| 1 | Jurgis Brūzga        | "Hold On"          | 6    | 5    | 11    | 6     |
| 2 | Ugne Smile           | "You Don't Know"   | 5    | 3    | 8     | 8     |
| 3 | Lawreigna            | "Falling"          | 5    | 4    | 9     | 7     |
| 4 | Ištvan Kvik & Ellada | "Please Don't Cry" | 7    | 10   | 17    | 2     |
| 5 | Catrinah             | "Be Free"          | 10   | 7    | 17    | 3     |
| 6 | Eglė Jakštytė        | "Leisk dar būti"   | 8    | 6    | 14    | 5     |
| 7 | Valdas Lacko         | "Stay Tonight"     | 7    | 8    | 15    | 4     |
| 8 | Rūta Ščiogolevaitė   | "United"           | 12   | 12   | 24    | 1     |

### Show 3
|    | Artist               | Sång                        | Jury | Tele | Poäng | Plats |
| -- | -------------------- | --------------------------- | ---- | ---- | ----- | ----- |
| 1  | Ieva Zasimauskaitė   | "Life (Not That Beautiful)" | 10   | 5    | 15    | 3     |
| 2  | Baiba                | "Mayday"                    | 3    | 1    | 4     | 10    |
| 3  | Evelyn Joyce         | "When it Sings"             | 2    | 0    | 2     | 11    |
| 4  | E.G.O.               | "Long Way From Home"        | 5    | 3    | 8     | 9     |
| 5  | Berta Timinskaitė    | "Stars in a Rainbow"        | 6    | 6    | 12    | 5     |
| 6  | Deividas Žygas       | "Survivors"                 | 0    | 0    | 0     | 12    |
| 7  | Neringa Šiaudikytė   | "Never Knew Love"           | 7    | 2    | 9     | 8     |
| 8  | 4 Roses              | "Butterfly"                 | 6    | 4    | 10    | 7     |
| 9  | Saulenė Chlevickaitė | "Strong"                    | 4    | 7    | 11    | 6     |
| 10 | Milda Martinkėnaitė  | "If Tomorrow Never Comes"   | 6    | 8    | 14    | 4     |
| 11 | Ruslanas Kirilkinas  | "In My World"               | 8    | 10   | 18    | 2     |
| 12 | Aistė Pilvelytė      | "You Bet"                   | 12   | 12   | 24    | 1     |

### Show 4
|    | Artist               | Sång                               | Jury | Tele | Poäng | Plats |
| -- | -------------------- | ---------------------------------- | ---- | ---- | ----- | ----- |
| 1  | Catrinah             | "Be Free"                          | 7    | 7    | 14    | 4     |
| 2  | Erica Jennings       | "Leading Me Home"                  | 8    | 8    | 16    | 3     |
| 3  | Behind the Moon      | "Did It All"                       | 4    | 2    | 6     | 9     |
| 4  | Alice Way            | "Hero"                             | 3    | 1    | 4     | 10    |
| 5  | Rūta Ščiogolevaitė   | "United"                           | 10   | 12   | 22    | 1     |
| 6  | Valdas Lacko         | "Stay Tonight"                     | 5    | 6    | 11    | 6     |
| 7  | Petunija             | "Tomorrow"                         | 6    | 3    | 9     | 8     |
| 8  | Donny Montell        | "I've Been Waiting for This Night" | 12   | 10   | 22    | 2     |
| 9  | Eglė Jakštytė        | "Let Me Show You"                  | 6    | 4    | 10    | 7     |
| 10 | Ištvan Kvik & Ellada | "Please Don't Cry"                 | 7    | 5    | 12    | 5     |

### Show 5
|    | Artist               | Sång                        | Jury | Tele | Poäng | Plats |
| -- | -------------------- | --------------------------- | ---- | ---- | ----- | ----- |
| 1  | Baiba                | "Mayday"                    | 4    | 1    | 5     | 10    |
| 2  | Berta Timinskaitė    | "Stars in a Rainbow"        | 4    | 4    | 8     | 9     |
| 3  | Ieva Zasimauskaitė   | "Life (Not That Beautiful)" | 10   | 5    | 15    | 3     |
| 4  | Neringa Šiaudikytė   | "Never Knew Love"           | 7    | 2    | 9     | 7     |
| 5  | 4 Roses              | "Butterfly"                 | 8    | 6    | 14    | 4     |
| 6  | Ruslanas Kirilkinas  | "In My World"               | 7    | 10   | 17    | 2     |
| 7  | Aistė Pilvelytė      | "You Bet"                   | 12   | 12   | 24    | 1     |
| 8  | Saulenė Chlevickaitė | "Strong"                    | 6    | 8    | 14    | 5     |
| 9  | Milda Martinkėnaitė  | "If Tomorrow Never Comes"   | 3    | 7    | 10    | 6     |
| 10 | E.G.O                | "Long Way From Home"        | 5    | 3    | 8     | 8     |

### Show 6
|   | Artist               | Sång                               | Jury | Tele | Poäng | Plats |
| - | -------------------- | ---------------------------------- | ---- | ---- | ----- | ----- |
| 1 | Valdas Lacko         | "Stay Tonight"                     | 7    | 8    | 15    | 4     |
| 2 | Catrinah             | "Be Free"                          | 8    | 6    | 14    | 5     |
| 3 | Ištvan Kvik & Ellada | "Please Don't Cry"                 | 7    | 5    | 12    | 6     |
| 4 | Donny Montell        | "I've Been Waiting for This Night" | 12   | 7    | 19    | 3     |
| 5 | Eglė Jakštytė        | "Let Me Show You"                  | 6    | 4    | 10    | 7     |
| 6 | Erica Jennings       | "Leading Me Home"                  | 10   | 10   | 20    | 2     |
| 7 | Petunija             | "Tomorrow"                         | 6    | 3    | 9     | 8     |
| 8 | Rūta Ščiogolevaitė   | "United"                           | 10   | 12   | 22    | 1     |

### Show 7
|   | Artist               | Sång                        | Jury | Tele | Poäng | Plats |
| - | -------------------- | --------------------------- | ---- | ---- | ----- | ----- |
| 1 | E.G.O.               | "Long Way From Home"        | 5    | 3    | 8     | 8     |
| 2 | 4 Roses              | Butterfly                   | 5    | 7    | 12    | 6     |
| 3 | Ieva Zasimauskaitė   | "Life (Not That Beautiful)" | 10   | 8    | 18    | 2     |
| 4 | Aistė Pilvelytė      | "You Bet"                   | 12   | 12   | 24    | 1     |
| 5 | Ruslanas Kirilkinas  | "In My World"               | 8    | 10   | 18    | 3     |
| 6 | Milda Martinkėnaitė  | "If Tomorrow Never Comes"   | 6    | 6    | 12    | 5     |
| 7 | Neringa Šiaudikytė   | "Never Knew Love"           | 7    | 4    | 11    | 7     |
| 8 | Saulenė Chlevickaitė | "Strong"                    | 7    | 5    | 12    | 4     |

### Show 8
|    | Artist               | Sång                               | Jury | Tele | Poäng | Plats |
| -- | -------------------- | ---------------------------------- | ---- | ---- | ----- | ----- |
| 1  | Catrinah             | "Be Free"                          | 5    | 4    | 9     | 7     |
| 2  | Ruslanas Kirilkinas  | "In My World"                      | 7    | 4    | 11    | 6     |
| 3  | Milda Martinkėnaitė  | "If Tomorrow Never Comes"          | 5    | 3    | 8     | 9     |
| 4  | Erica Jennings       | "Leading Me Home"                  | 8    | 8    | 16    | 3     |
| 5  | Saulenė Chlevickaitė | "Strong"                           | 4    | 2    | 6     | 10    |
| 6  | Aistė Pilvelytė      | "You Bet"                          | 10   | 7    | 17    | 2     |
| 7  | Valdas Lacko         | "Stay Tonight"                     | 3    | 5    | 8     | 8     |
| 8  | Rūta Ščiogolevaitė   | "United"                           | 6    | 10   | 16    | 4     |
| 9  | Donny Montell        | "I've Been Waiting for This Night" | 12   | 12   | 24    | 1     |
| 10 | Ieva Zasimauskaitė   | "Life (Not That Beautiful)"        | 8    | 6    | 14    | 5     |

## Semifinal
|   | Artist              | Sång                               | Jury | Tele | Poäng | Plats |
| - | ------------------- | ---------------------------------- | ---- | ---- | ----- | ----- |
| 1 | Ieva Zasimauskaitė  | "Life (Not That Beautiful)"        | 6    | 6    | 12    | 5     |
| 2 | Valdas Lacko        | "Stay Tonight"                     | 3    | 3    | 6     | 8     |
| 3 | Catrinah            | "Be Free"                          | 4    | 4    | 8     | 7     |
| 4 | Erica Jennings      | "Leading Me Home"                  | 12   | 12   | 24    | 1     |
| 5 | Donny Montell       | "I've Been Waiting for This Night" | 10   | 10   | 20    | 2     |
| 6 | Aistė Pilvelytė     | "You Bet"                          | 7    | 7    | 14    | 4     |
| 7 | Ruslanas Kirilkinas | "In My World"                      | 5    | 5    | 10    | 6     |
| 8 | Rūta Ščiogolevaitė  | "United"                           | 8    | 8    | 16    | 3     |

## Finalen
|   | Artist              | Sång                               | Jury | Tele | Poäng | Plats |
| - | ------------------- | ---------------------------------- | ---- | ---- | ----- | ----- |
| 1 | Ruslanas Kirilkinas | "Ilgiuosi"                         | 5    | 5    | 10    | 6     |
| 2 | Ieva Zasimauskaitė  | "Life (Not That Beautiful)"        | 7    | 6    | 13    | 4     |
| 3 | Aistė Pilvelytė     | "You Bet"                          | 6    | 7    | 13    | 5     |
| 4 | Erica Jennings      | "Leading Me Home"                  | 10   | 10   | 20    | 2     |
| 5 | Rūta Ščiogolevaitė  | "United"                           | 8    | 8    | 16    | 3     |
| 6 | Donny Montell       | "I've Been Waiting for This Night" | 12   | 12   | 24    | 1     |

## Under ESC
Litauen deltog i SF2 där de nådde finalplats. I Finalen hamnade de på 9:e plats med 200p.